# Hvárezmi Birodalom

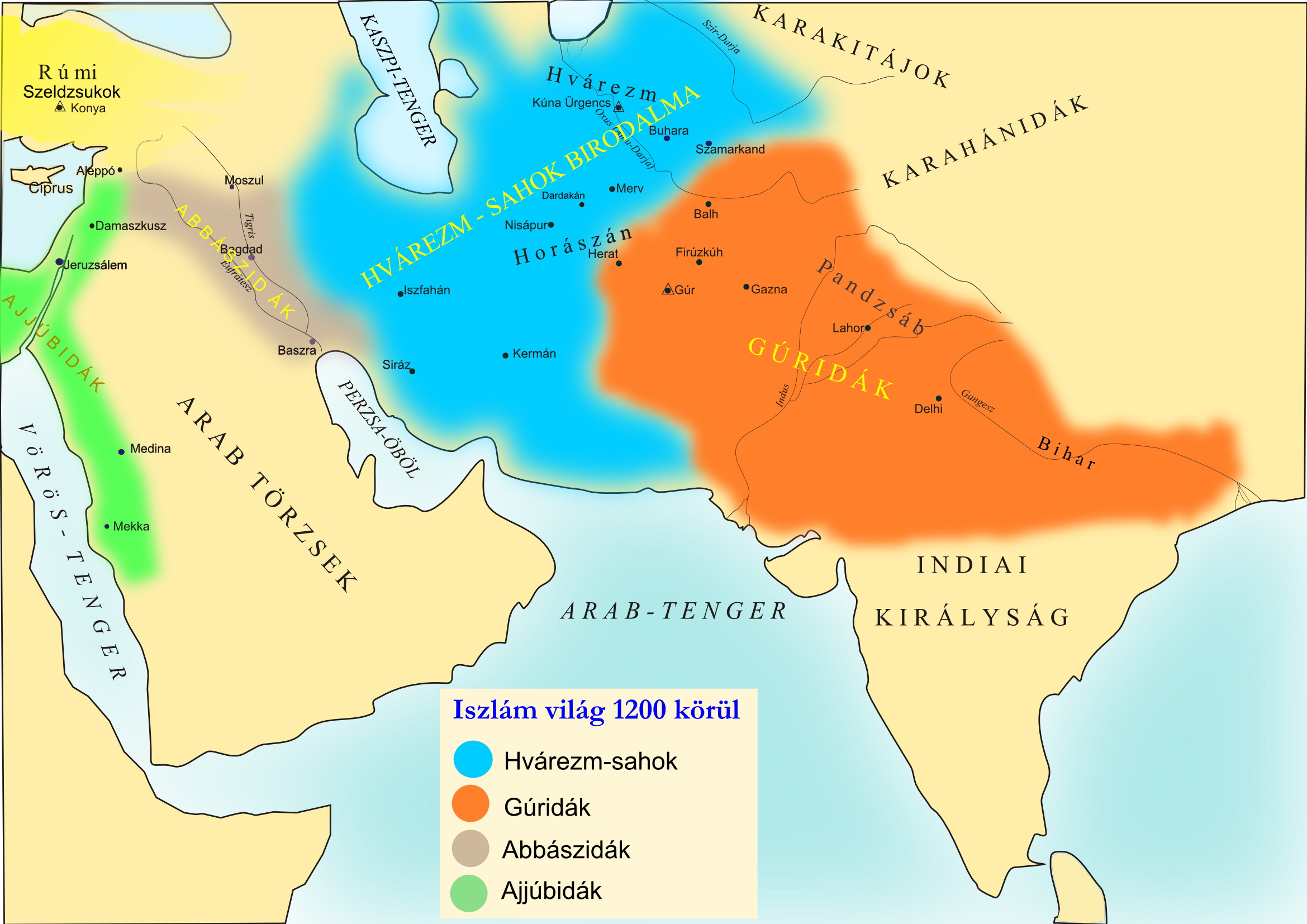
Az iszlám világ keleti része a 13. század elején

A Hvárezmi Birodalom (1077-1231) a török eredetű szunnita muszlim uralkodók birodalma az Oxus (Amu-darja) körzetében, az Aral-tótól délre. Ismeretes még mint a Hvárezmsahok (törökül: Harezmşahlar, perzsául: خوارزمشاهیان,  Khwārezmšāhīān), azaz hvárezmi sahok birodalma.  Fővárosa Ürgencs volt.
Az összeomló Szeldzsuk Birodalom romjain kialakult államalakulat rövid ideig az iszlám egyik legnagyobb kiterjedésű területét birtokolta, a mai csaknem teljes Irán, Türkmenisztán, Üzbegisztán és  fél Afganisztán területén. Kulturális jelentőségét a hvárezmi sahok udvarában élő, Európában Avicenna néven ismertté vált orvos,  Abú Alí al-Huszajn bin Abdallah ibn Színá és a több tudományágban is maradandót alkotó al-Bírúní példázza. Fiatal tudósként egy ideig a birodalom nagyvárosában, Szamarkandban dolgozott Omar Khajjám is.

## A Hvárezmi Birodalom története
1042-től a  Szeldzsuk Birodalom részeként létrejött Oxus-menti (Amu-darja), türk fennhatóságú tartomány viszonylagos függetlenséget élvezett a keleti iszlám világában. 1065-ben a szeldzsuk szultánok, a hűbéreseikként fennhatóságuk alá tartozó mindenkori törzsfőket, az úgynevezett hvárezmi sahokat tették meg a terület urainak. A szeldzsuk közigazgatás bevezetésével, az akkor még erősen iráni jellegű kultúra virágzásnak indult.
A hvárezmi sahok a kezdetektől igyekeztek politikai autonómiára szert tenni, amelyet a Szeldzsuk Birodalom  polgárháborús viszonyai között Kutb ad-Dín Mohamed (1097-1128) és fia Alá ad-Dín Atsziz (1128-1156) hvárezmi sahok vívtak ki birodalmuk részére. A kezdetben még a szeldzsuk Szandzsar szultánt támogató Atsziz, kihasználva a mongolok támadásait és a szeldzsuk uralkodó gyengeségét,  1135 körül a tartomány tényleges függetlenségét szorgalmazta. Szandzsar mongoloktól elszenvedett vereségét kiaknázva,  1141-ben nyílt felkelést indított a szeldzsuk uralkodó ellen, és bevonult a birodalmi fennhatóság alatt álló, szomszédos Horaszán tartomány területeire. Pozícióit megerősítve, 1153-1160 között Horaszán  fokozatosan a hvárezmieké lett, majd Atsziz fia, II. Arszlán (1156-1172) uralkodása alatt véglegesen birodalmukhoz csatolták. Ezzel az annexióval a mongol birodalom közvetlen szomszédjaként ellenőrizhette a főbb kelet-nyugati kereskedelmi útvonalakat, és viszonylagos gazdagságra tett szert. A mongol eredetű karakitájoknak adót fizetve biztosította hátországát, így Nyugat-Irán felé tudott terjeszkedni, ahol 1170 körül elfoglalta Nisápurt. II. Arszlán fia, Alá ad-Dín Tekes (1172-1200) 1192-ben bevonult Rejbe és a Szeldzsuk Birodalom romjain, az előző uralkodók szerepét átvéve, a bagdadi kalifától elnyerte a "Kalifa Védelmezője" címet. 1199-ben Tekes Irak, Horaszán és Turkesztán szultánja címet is megkapta.
A Hvárezmi Birodalom Tekes fia, Alá ad-Dín Mohamed (1200-1220) uralkodása alatt  érte el hatalma csúcspontját. 1206-ban Mohamed a Gúridák területeit birodalmához csatolva, (1208-ban foglalta el Herátot), majd a karakitájokkal kötött megállapodást is felrúgva a Karahánidákkal kezdett háborút. Ez volt az a pár éves időszak, amikor a hvárezmi sahok a történelem legnagyobb muszlim birodalmává tették országukat.
Amikor a  szunnita Gúridák bukását látva, a bagdadi kalifa még síita csoportok támogatását is fontolóra vette a hvárezmi fennhatóság megszüntetése érdekében,  Alá ad-Dín Mohamed csapataival Bagdad felé vonult és ostrom alá vette a várost. Az erős tél azonban megakadályozta a harcok elhúzódását, és Mohamed csapataival elvonult Bagdad alól.
1215-ben Mohamed felvette a diplomáciai  kapcsolatot Dzsingisz kánnal, aki Kína leigázása után hvárezmi területeken keresztül akart kereskedelmi útvonalat létesíteni nyugat felé. A megállapodás véglegesítése előtt azonban 1218-ban Otrar hvárezmi kormányzója a mintegy száz főből álló mongol kereskedőkaraván tagjait kémeknek nyilvánította, és  Mohamed közvetlen utasítására kivégeztette. A keleti muszlim birodalmak sorsa  ezzel a döntéssel évszázadokra megpecsételődött. Pontosan nem lehet tudni, hogy mi állt a gyilkosság hátterében, viszont az bizonyos, hogy Mohamed nem nézte jó szemmel a mongol előretörést. Hvárezm uralkodói mindig kínai területek leigázására törekedtek és Mohamedet sértette, hogy Dzsingisz kán megelőzte őt, így nem Hvárezm lehetett Kína meghódítója.
Dzsingisz kán ezt az incidenst kihasználva  nyugati hadjáratot indított, melynek során Mohamedet üldözve lerohanta Buharát, Szamarkandot, Urgencset, Nisápurt, Mervet és Herátot. Alá ad-Dín Mohamed megsebesült és elmenekült a Kaszpi-tenger egyik szigetére, ahol hamarosan meghalt (1220).
Dzsingisz kán bosszúhadjáratával sötét időszak köszöntött a közép-ázsiai iszlám térségre. A muszlim kultúra virágzó városai, (többek között  Buhara, Nisápur, Herát) váltak a földdel egyenlővé, illetve elnéptelenedett romvárosok, muszlim harcosok  számára is addig elképzelhetetlen vérengzések jelezték a mongolok jelenlétét (Herát lakosságát például mind egy szálig kiirtották).
Az utolsó hvárezmi sah, Dzsalál ad-Dín Mingburnu (1220-1231) többször megütközött a mongolokkal, ám azok mindannyiszor megfutamították. Évekig Indiában keresett menedéket, ám később visszatért, csapatokat szervezett, és Irán területén támadást indított ellenük.  Kezdeti sikerek után (elfoglalta Grúziát is ) azonban  az elfoglalt tartományokból menekülnie kellett, míg Anatóliában az Ikóniumi Szultánság (rúm szeldzsukok)  fennhatósága alatt  keresett menedéket, itt azonban 1231-ben meggyilkolták. Harcaival felhívta a figyelmet a mongol veszedelemre, követeivel figyelmeztette az iszlám világot, és összefogást sürgetett a muszlim államok között a mongol támadások elhárítására, de a pártharcoktól szabdalt, megosztott  uralkodókat nem volt képes egységre bírni.

## A hvárezmiek sorsa

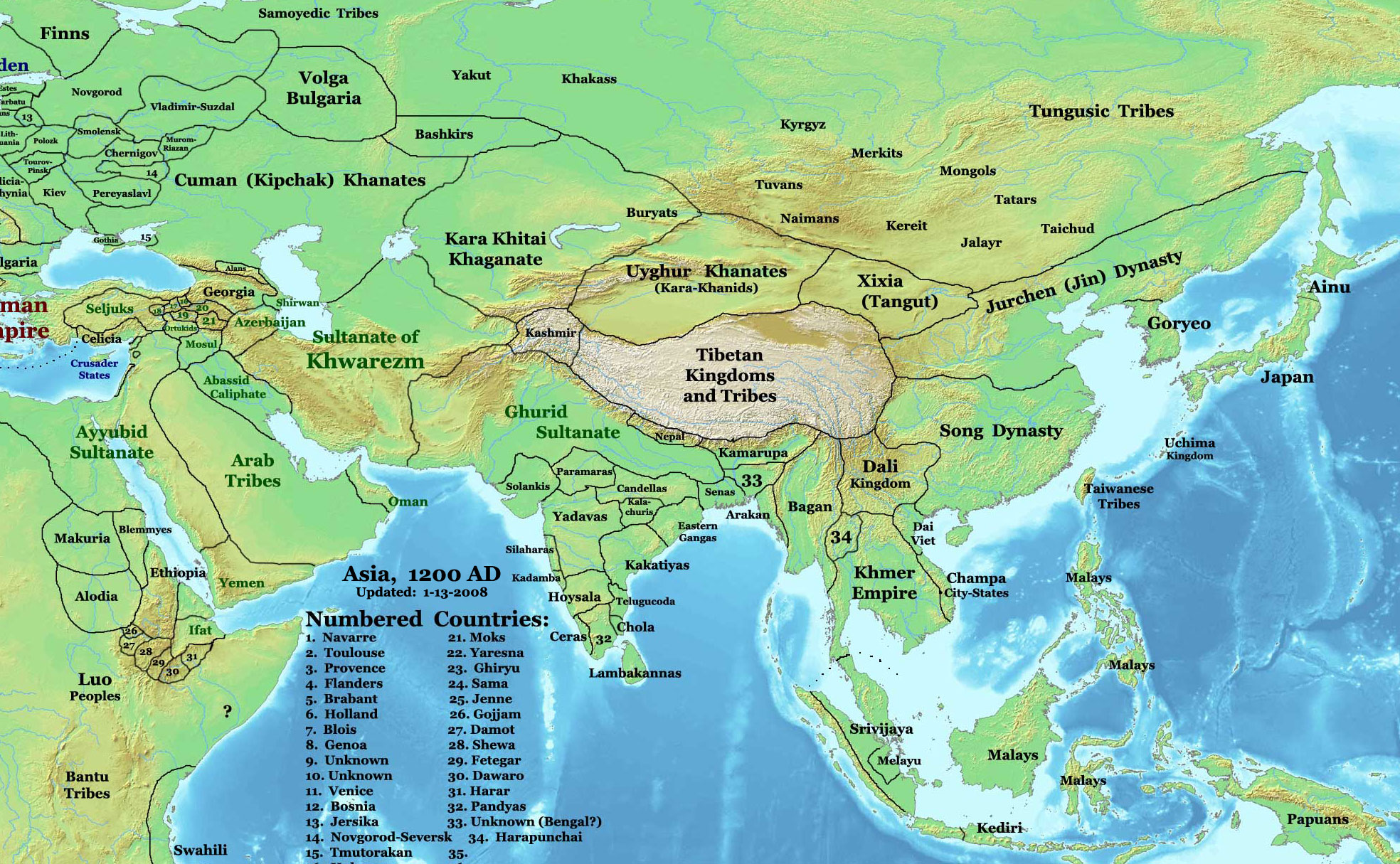
Ázsia 1200 körül

Bár a mongol seregek 1221-re megsemmisítették a Hvárezmi Birodalmat és korábban elképzelhetetlen vérontás vittek véghez a foglyul ejtett katonák és polgári lakosok körében, a népes birodalom számtalan alattvalója túlélte a hadjáratot. Ezek közül azok, akik nem akartak mongol uralom alatt élni, a mai Irak északi részén lévő hegyes vidéken húzódtak meg és zsoldos katonaként próbáltak megélni. Mivel hontalannak számítottak, zsoldjuk a korabeli viszonylatban igen alacsony volt, bár időnként megpróbáltak szervezkedni és magasabb zsoldot kialkudni.
Dzsalál ad-Dín Mingburnu katonái közül sokan hűek maradtak az utolsó sah emlékéhez, még 1231-es halála után is. Ők rendszeresen támadásokat intéztek a szeldzsuk uralom alatt lévő Szíria és Mezopotámia felé a birodalom bukása utáni években, magukat Khwarezmiyya-nak hívták. Az Egyiptomban uralkodó asz-Szálih Ajjúb császár felbérelte őket, amikor nagybátyja, Szálih Izmáel ellen harcolt. A Khwarezmiyya-k Irakból dél felé indultak, és útközben behatoltak a keresztesek földjeire és 1244. július 11-én elfoglalták Jeruzsálemet. A citadella csak augusztus 23-án adta meg magát, de a város keresztény lakosságát addigra megtizedelték, a zsidókat pedig elüldözték.
Európában Jeruzsálem elestének hírére meghirdették a 7. keresztes hadjáratot, de a keresztes lovagok már nem tudták visszafoglalni a várost, amely egészen 1917-ig muszlim ellenőrzés alatt maradt. A Khwarezmiyya-k Jeruzsálem után folytatták útjukat délnek és október 7-én az Ajjúbidák seregével együtt részt vettek Harbiyah mellett a gázai csatában, ahol megsemmisítették az utolsó keresztény sereget, közel 1200 lovagot és 10 000 gyalogost. A csatában 365 johannita, 397 teuton és 310 templomos lovag vesztette életét.
A csata után a Khwarezmiyya-k Egyiptomba mentek a szultánnal, majd később a mamelukok zsoldosai maradtak, amíg pár évvel később, 1246-ban Al-Manszúr Ibrahim döntő vereséget mért rájuk.
A mongolok által elhurcolt hvarezmi foglyok beolvadtak a mongol népességbe, ők lettek a mai Szartuul törzs ősei.

## Lásd még
- Gúridák
- Gaznavidák
- Szeldzsuk Birodalom
- Ikóniumi Szultánság
- Az iszlám története
- Perzsiai muszlim uralkodók listája